# Portia Woodman
Portia Woodman-Wickliffe (Auckland, 12 de julio de 1991) es una jugadora internacional neozelandesa de rugby.
Con la selección neozelandesa de rugby sevens, ganó dos veces el Mundial, en 2013 y 2018, y la medalla de plata en el torneo femenino de los Juegos Olímpicos de Verano de 2016 en Río de Janeiro . También es medallista de oro en los Juegos Olímpicos de Verano de 2020 y en los Juegos Olímpicos de Verano de 2024 . También ganó cuatro ediciones de la World Rugby Women's Sevens Series, un torneo internacional anual.
También jugó con la selección de rugby de Nueva Zelanda y ganó la Copa del Mundo en las ediciones de 2017 y 2021.

## Biografía
Portia Woodman es de Kaikohe, un pequeño pueblo en la Isla Norte, es hija de Kawhena Woodman. quien jugó seis partidos para Nueva Zelanda en 1984 sin jugar una sola prueba, y sobrina de Fred Woodman, tres pruebas para los All Blacks . En su círculo familiar también forma parte una tía, Aroha Keenan, jugadora internacional de netball . Ella es de origen maorí, de la tribu Ngapuhi  Sus orígenes le permitieron posteriormente, cuando vestía la camiseta de Nueva Zelanda, liderar el haka.
En 2012, respondió a la iniciativa " Go4Gold "lanzado por la Federación de Nueva Zelanda para atraer a deportistas de otras disciplinas con el fin de formar un equipo competitivo para el ingreso del rugby siete al programa de los Juegos Olímpicos. También entre los más de 1100 candidates se encontraba su compañera de equipo de los Mystics, Kayla McAlister . En su primera competición con la selección de Nueva Zelanda, durante su primera temporada en la Women's Sevens Serie, terminó como máxima goleadora con 21 réalisations, y ganó el ranking de la temporada con la selección de Nueva Zelanda, las Blacks Ferns Seven . Ganó la Copa del Mundo en 2013, donde terminó en lo más alto del ranking por tries anotados y puntos anotados. Sus 12 essais establecieron un nuevo récord en la Copa del Mundo, superando el de su compatriota Carla Hohepa en 2009. En la final ganó 29 à 12 a las canadienses, anotó dos tries. Poco después, se unió al equipo de rugby Blacks Ferns como extremo en una prueba contra Inglaterra en Auckland, el partido 1000 . de rugby femenino  Durante este partido, anotó el primer try de su equipo para una victoria 29 à 10. Terminó la temporada con el título de New Zealand Women's Sevens Player of the Year.

## Netball
Woodman jugó al netball para los Northern Mystics antes de pasarse al rugby union (rugby XV) en 2012.

## Carrera rugbística
Debutó con las Black Ferns ("Helechos negros") en 2013 contra la selección inglesa. Estuvo en la selección que ganó la Copa del Mundo de Rugby 7 de 2013 en Rusia.
A los 24 años de edad, Woodmann fue elegida la mejor jugadora de sevenes del mundo en noviembre de 2015 en los Rugby Awards.
Formó parte de la selección neozelandesa que ganó la medalla de plata en los Río de Janeiro 2016, lo que fue una decepción personal al perder frente a Australia, ya que las neozelandesas tenían como objetvo el oro.

## Vida personal
Woodman procede de un entorno deportivo pues tanto su padre, Kawhena, como su tío, Fred Woodman fueron All Blacks. Su tía, Te Aroha Keenan es una antigua jugadora de netball en la selección nacional (las "Silver Ferns", helechos plateados). De ascendencia maorí, Woodman pertenece al iwi Ngāpuhi.